# Международно-правовой статус Абхазии и Южной Осетии
Абхазия и Южная Осетия являются спорными территориями на Кавказе в связи с вооруженным конфликтом в Грузии и перемещением беженцев. Большинство стран и международных организаций признают их частью Грузии. На сегодняшний день из 193 государств-членов ООН независимость республик от Грузии признали 5 стран — Российская Федерация, Никарагуа, Венесуэла, Науру и Сирия. Первым государством, признавшим их независимость, была Россия — 26 августа 2008 года, сразу же после войны в Грузии. Правительство Грузии считает эти территории временно оккупированными Россией. ООН, Большая семёрка (G7), Парламентская ассамблея ОБСЕ, НАТО, Европейский союз и ПАСЕ осудили действия России, признав территориальную целостность Грузии.
Независимость республик также признавалась и другими государствами-членами ООН — Тувалу и Вануату, однако позже эти страны отозвали своё признание и заявили о территориальной целостности Грузии. Со странами, признающими независимость республик, Грузия разрывает дипломатические отношения.
Абхазия и Южная Осетия признают независимость друг друга, а также их независимость признана на сегодняшний день из действующих самопровозглашённых республик непризнанной Приднестровской Молдавской Республикой и частично признанной Сахарской Арабской Демократической Республикой (вторая — фактически только Осетию).

## История
Верховный Совет Республики Южная Осетия (РЮО) провозгласил независимость республики 29 мая 1992 года в ходе южноосетинской войны (1991—1992). Республика Абхазия провозгласила независимость после войны в Абхазии (1992—1993). Её конституция, в которой республика объявлялась суверенным государством и субъектом международного права, была принята Верховным Советом Республики Абхазия 26 ноября 1994 года. В 2006 году Абхазия и Южная Осетия признали независимость друг друга; кроме того, их независимость была признана непризнанными Приднестровской Молдавской Республикой и Нагорно-Карабахской Республикой. Провозглашение независимости республик не вызвало широкого международного резонанса, до второй половины 2008 года они не были признаны ни одной суверенной страной ООН.
Ситуация с международным признанием изменилась после войны в Грузии в августе 2008 года, после которого Российская Федерация признала независимость обеих республик от Грузии. В ответ парламент Грузии принял постановление «Об оккупации Российской Федерацией территорий Грузии». После этих событий последовала реакция других стран и международных организаций.

## Признание независимости Абхазии и Южной Осетии
Согласно международному праву о признании государств, содержащемуся в статье 6 Конвенции Монтевидео: «Признание государства просто означает, что государство, которое его признает, принимает правосубъектность другого со всеми правами и обязанностями, определенными международным правом. Признание является безусловным и безотзывным», а также статье 7: «Признание государства может быть явным или подразумеваемым. Последнее является результатом любого действия, которое подразумевает намерение признать новое государство». Следовательно, с того момента, как одно государство признает другое суверенное государство (даже косвенно или подразумеваемо), это признание не может быть отозвано, за исключением случаев, когда первое или второе государство перестает существовать. Отменить можно только признание правительства (например, разорвав дипломатические отношения), но не самого государства.
Положения Конвенции Монтевидео, как правило, считаются простой переформулировкой обычного международного права, кодифицирующей существующие правовые нормы и принципы обычного международного права, и поэтому применяются не только к сторонам Конвенции, но и ко всем субъектам международного права в целом.

### Признание независимости государствами — членамиООН
|   | Страна                              | Дата признания Абхазии | Дата признания Южной Осетии | Участие в основных международных организациях |
| - | ----------------------------------- | ---------------------- | --------------------------- | --------------------------------------------- |
| 1 | Российская Федерация                | 26 августа 2008        | 26 августа 2008             | СБ ООН (постоянный член) СНГ ОДКБ ШОС         |
| 2 | Республика Никарагуа                | 5 сентября 2008        | 5 сентября 2008             | АЛБА                                          |
| 3 | Боливарианская Республика Венесуэла | 10 сентября 2009       | 10 сентября 2009            | АЛБА СЮН ОПЕК                                 |
| 4 | Республика Науру                    | 15 декабря 2009        | 16 декабря 2009             | Содружество наций                             |
| 5 | Сирия                               | 29 мая 2018            | 29 мая 2018                 | —                                             |

### Признание независимости непризнанными или частично признанными государствами
|   | Страна                                        | Дата признания Абхазии | Дата признания Южной Осетии | Статус              | Членство в международных организациях |
| - | --------------------------------------------- | ---------------------- | --------------------------- | ------------------- | ------------------------------------- |
| 1 | Республика Абхазия                            |                        | 17 ноября 2006              | Частично признанное | СНГ-2                                 |
| 2 | Республика Южная Осетия                       | 17 ноября 2006         |                             | Частично признанное | СНГ-2                                 |
| 3 | Приднестровская Молдавская Республика         | 17 ноября 2006         | 17 ноября 2006              | Непризнанное        | СНГ-2                                 |
| 4 | Сахарская Арабская Демократическая Республика | —                      | 30 сентября 2010 (де-факто) | Частично признанное | Африканский союз                      |
| 5 | Нагорно-Карабахская Республика                | 17 ноября 2006         | 17 ноября 2006              | Расформированное    | —                                     |
| 6 | ЛНР                                           | 10 марта 2022          | 28 января 2015              | Расформированное    | —                                     |
| 7 | ДНР                                           | 11 мая 2015            | 11 мая 2015                 | Расформированное    | —                                     |

## Действия Российской Федерации по признанию независимости Абхазии и Южной Осетии
18 февраля 2008 года Государственная Дума РФ приняла постановление-реакцию на провозглашение независимости Косова и его признание шестью из пятнадцати членов Совета безопасности ООН, в котором было отмечено, что данные факты развязывают руки РФ в решении вопросов по статусу непризнанных территорий на постсоветском пространстве (то есть Южной Осетии, Абхазии, Приднестровья и Нагорного Карабаха).
В ночь с 7 на 8 августа 2008 года началась краткосрочная война между Грузией с одной стороны и Россией, Абхазией и Южной Осетией с другой.

20 августа 2008 года парламент Абхазии обратился к России с просьбой признать независимость республики. 21 августа это обращение поддержал всенародный сход Абхазии. 22 августа аналогичное обращение поступило от парламента Южной Осетии.
25 августа Совет Федерации России принял обращение к президенту Дмитрию Медведеву о признании независимости Южной Осетии и Абхазии. За обращение проголосовали 130 членов Совета Федерации при отсутствии воздержавшихся и голосовавших против.
В тот же день Государственная Дума 447 голосами «за» при отсутствии голосовавших против (воздержались — 0, не голосовали — 3) приняла аналогичное обращение к Президенту России. Дума направила обращение парламентам государств-членов ООН и международным парламентским организациям, в котором призвала их поддержать признание независимости Абхазии и Южной Осетии в качестве самостоятельных, суверенных и независимых государств.
26 августа 2008 года последовало международно-правовое признание Россией независимости Абхазии и Южной Осетии. Это решение в своём обращении огласил Президент Дмитрий Медведев: «Учитывая свободное волеизъявление осетинского и абхазского народов, руководствуясь положениями Устава ООН, декларацией 1970 года о принципах международного права, касающихся дружественных отношений между государствами, Хельсинкским Заключительным актом СБСЕ 1975 года, другими основополагающими международными документами, я подписал Указы о признании Российской Федерацией независимости Южной Осетии и независимости Абхазии».
9 сентября 2008 года Россия официально установила дипломатические отношения с Абхазией и Южной Осетией. 15 декабря 2008 года первый посол России в Абхазии Семён Григорьев вручил копии верительных грамот министру иностранных дел республики Сергею Шамба. На следующий день, президент Абхазии Сергей Багапш принял верительные грамоты Семёна Григорьева. В тот же день президент Южной Осетии Эдуард Кокойты принял верительные грамоты первого российского посла в Южной Осетии — Эльбруса Каргиева. 16 января 2009 года президент России Дмитрий Медведев принял верительные грамоты первых послов Абхазии и Южной Осетии в России — Игоря Ахбы и Дмитрия Медоева. В феврале 2009 года было открыто российское посольство в Южной Осетии. 1 мая 2009 года в Сухуме было открыто посольство Российской Федерации. 17 мая 2010 года в Москве состоялась торжественная церемония открытия посольства Абхазии.
7 апреля 2011 года Дмитрий Медведев подписал закон, ратифицирующий Соглашение с Абхазией и Южной Осетией о взаимных безвизовых поездках.

## Реакция Грузии на действия России
12 августа 2008 года президент Грузии Михаил Саакашвили заявил о своем желании выйти из СНГ в связи с российско-грузинской войной. 14 августа парламент Грузии единогласно (117 голосами) принял решение о выходе Грузии из организации.
28 августа Парламент Грузии принял постановление «Об оккупации Российской Федерацией территорий Грузии». Согласно постановлению, парламент объявил территории Южной Осетии и Абхазии оккупированными Россией территориями Грузии, а все вооруженные подразделения на территории страны, кроме грузинских, объявлены незаконными вооруженными оккупационными силами. В документе подчеркнуто, что Грузия сохраняет за собой обязательства, взятые при заключении соглашения о прекращении огня от 12 августа, оформленные при посредничестве Евросоюза.
29 августа 2008 года Грузия разорвала дипломатические отношения с Россией. С 5 марта 2009 года по настоящее время отношения между двумя странами поддерживаются на уровне секций интересов, действующих при швейцарских посольствах в Москве и Тбилиси.
31 октября 2008 года вступил в силу закон «Об оккупированных территориях», устанавливающий особый правовой режим на территориях Абхазской Автономной Республики и Цхинвальского региона, а также прилегающих к ним зонах. Согласно закону, иностранные граждане и лица без гражданства допускаются на территорию Абхазии только со стороны Зугдиди, а на территорию Южной Осетии — только со стороны Гори, то есть только с других частей Грузии. В отдельных случаях может быть выдано специальное разрешение на въезд с других направлений. На обозначенных территориях запрещается любая экономическая деятельность, требующая лицензирования или подтверждения. В отдельных случаях может быть выдано специальное разрешение на осуществление подобной деятельности. Запрещаются международное воздушное, морское и железнодорожное сообщение, а также международные перевозки автомобильным транспортом. Российская Федерация объявляется государством, осуществляющим военную оккупацию — на него возлагается ответственность за нарушение определённых Конституцией Грузии общепризнанных прав человека, причинение материального и морального вреда, причиненного на обозначенных территориях гражданам Грузии, лицам без гражданства и находящимся в Грузии и легально перешедшим на обозначенные территории гражданам иностранных государств, охрану культурного наследия.
Заместитель министра иностранных дел Грузии Гига Бокерия заявил: «Признание является скрытой аннексией территорий, которые являются частью Грузии».
Михаил Саакашвили в своём обращении к народу заявил: «Действия Российской Федерации являются попыткой военной аннексии суверенного государства — государства Грузии. Это прямо нарушает международное право и ставит под угрозу систему международной безопасности, которая гарантировала мир, стабильность и порядок на протяжении последних 60 лет. Сегодняшнее решение России подтверждает то, что её вторжение в Грузию было частью более широкого, заранее обдуманного плана по изменению карты Европы. Сегодня Россия нарушила все договоры и соглашения, которые были ранее подписаны. Действия России были осуждены самым строгим образом всем мировым сообществом, которое подтвердило свою поддержку территориальной целостности Грузии. Правительство Грузии благодарно за всемирную поддержку. Согласно международному праву регионы Абхазии и Южной Осетии находятся в границах Грузии».
Глава госканцелярии Грузии Каха Бендукидзе в интервью журналу Русский Newsweek так ответил на вопрос корреспондента «Как вы думаете, вы потеряли Южную Осетию и Абхазию или нет?»: «Нет. Я думаю, что существование Абхазии и Южной Осетии из одной плоскости перейдёт в другую. Раньше это был в каком-то смысле междусобойчик, такая дискуссия с российским сопровождением. Теперь это международный спор. Была непонятная загадка: Россия являлась и стороной, и миротворцем. Она была спонсором одной из сторон и признавала на словах территориальную целостность Грузии. Теперь эта картина стала гораздо более чёткой».

## Признание независимости другими государствами-членами ООН

#### Никарагуа
3 сентября 2008 года президент Никарагуа Даниэль Ортега заявил: «Правительство Никарагуа признаёт независимость Абхазии и Южной Осетии и выражает полное согласие с позицией правительства России, что конфликт должен быть разрешён в ходе мирного диалога с европейскими странами». По словам исполняющего обязанности главы МИД Никарагуа Мануэля Коронеля Каутса, актом признания независимости Южной Осетии и Абхазии «станет специальный декрет президента Даниэля Ортеги, который будет обнародован в ближайшее время».
5 сентября 2008 года Даниэль Ортега издал официальные декреты о признании независимости Южной Осетии и Абхазии; декреты были оглашены в ходе пресс-конференции в МИД Никарагуа. По словам и. о. министра иностранных дел Никарагуа Мануэля Коронеля Каутса, декреты, подписанные главой государства, в соответствии с конституцией Никарагуа являются окончательными официальными актами признания государственной независимости и не требуют дополнительного утверждения в парламенте.
В ответ на признание независимости Южной Осетии и Абхазии 28 ноября 2008 года Грузия разорвала дипломатические отношения с Никарагуа.
10 сентября 2009 года Абхазия установила дипломатические отношения с Никарагуа. 14 апреля 2010 года дипломатические отношения были установлены между Никарагуа и Южной Осетией.
В июне 2010 года министр иностранных дел Никарагуа Самуэль Сантос заявил, что пройдены все формальные процедуры для открытия в Манагуа посольств Абхазии и Южной Осетии.

#### Венесуэла
Впервые информация о возможном признании Венесуэлой независимости Южной Осетии появилась ещё в ноябре 2006 года, когда Венесуэла прислала наблюдателей на проходящий в республике референдум. Однако тогда, несмотря на положительный отзыв наблюдателей, решения в пользу признания так и не последовало.
29 августа 2008 года в своём выступлении президент Венесуэлы Уго Чавес заявил о полной поддержке решения России признать независимость Абхазии и Южной Осетии.
10 сентября 2009 года на встрече с президентом России Дмитрием Медведевым в Москве Чавес сообщил о признании независимости Абхазии и Южной Осетии: «С сегодняшнего дня мы признаём эти две республики», — заявил он. По словам председателя комиссии по внешней политике Национальной ассамблеи Венесуэлы Роя Дасы, по конституции внешняя политика является прерогативой президента страны, поэтому решения президента о признании новых государств не требуют утверждения парламентом.
МИД Грузии назвал это заявление «крайне недружественным».
Установление дипломатических отношений между Абхазией и Венесуэлой произошло 12 июля 2010 года. 11 июля 2010 года в Сухум прибыл посол Венесуэлы в России, которого по совместительству назначили послом в Абхазии. В тот же день он вручил копии верительных грамот в МИД Абхазии, а на следующий день, 12 июля, вручил верительные грамоты президенту Абхазии Багапшу.
Также было открыто посольство Абхазии в Венесуэле. Вручение копий верительных грамот абхазским послом в Венесуэле состоялось 21 июля 2010 года.

#### Науру
15 декабря 2009 года в администрации президента Абхазии состоялось подписание главой МИДа Абхазии Сергеем Шамбой и министром иностранных дел, внешней торговли и финансов Республики Науру Кирен Кеке соглашения об установлении дипломатических отношений. 16 декабря 2009 года были установлены дипломатические отношения между Науру и Южной Осетией. Установление дипломатических отношений автоматически означает официальное признание независимости Абхазии и Южной Осетии этим островным государством.
После признания независимости Абхазии и Южной Осетии в 2010 году Науру получило от России помощь в размере 50 млн долларов на реализацию «социальных программ», который в СМИ расценили как плату за признание. Для Науру характерно признание независимости за деньги. В 2002 году это государство отказалось от признания Тайваня, за что получило от КНР около 130 млн долларов. В 2005 году Науру вновь признало Тайвань, за что получило от этой частично признанной страны помощь.

#### Сирийская Арабская Республика
29 мая 2018 года Сирийская Арабская Республика признала независимость Южной Осетии и Абхазии, 22 июля того же года установила дипломатические отношения с Южной Осетией.
Сирийская оппозиция
С 2011 года в Сирии продолжается гражданская война, в связи с чем правительство Башара Асада фактически имеет лишь частичное признание. Часть государств и международных организаций признаёт органы оппозиции законными представителями сирийского народа (см. Международное признание Сирийского национального совета).
После признания правительством Асада независимости Южной Осетии и Абхазии глава Высшего комитета по переговорам Наср аль-Харири заявил, что провёл встречу с послом Грузии в Саудовской Аравии, на которой обсудил основные принципы международного права и «красные линии», которые нельзя пересекать. По его словам эти принципы: «единство, территориальная целостность Сирии и единство сирийского народа. Мы хотим, чтобы эти принципы соблюдались как у нас, так и за границей. Исходя из этого, мы поддерживаем единство Грузии и её территориальную целостность». В дальнейшем поддержку суверенитету и территориальной целостности Грузии выразил президент Национальной коалиции сирийских революционных и оппозиционных сил Абдурахман Мустафа, определивший данное признание как «нарушение международного права» и заявивший, что «режим Асада» является «нелегитимным» и что «он принимает решения по приказу из России, так как он стал пешкой в руках российской администрации».

### Государства-члены ООН, отозвавшие признание независимости Абхазии или Южной Осетии

#### Вануату
Согласно заявлению министра иностранных дел Абхазии, Республика Вануату 31 мая 2011 года признала независимость Республики Абхазия и установила с ней дипломатические отношения.
Между тем, 3 июня 2011 года посол Вануату в ООН Дональд Калпокас со ссылкой на министра иностранных дел Вануату выступил с опровержением информации о признании его государством независимости Абхазии. Впоследствии, однако глава МИД Абхазии заявил, что располагает документом о признании его республики и установлении дипломатических отношений за подписью премьер-министра Вануату.
Подписание соглашения произошло в столице Вануату Порт-Виле премьер-министром тихоокеанской республики Сато Килманом и премьером Абхазии Сергеем Шамбой. Афишировавшееся 6 июня подтверждение признания Килманом озвучено не было, но 7 июня газета «Коммерсантъ-Daily» опубликовала подтверждение с демонстрацией полученной из Сухума факсимильной копии документа.
7 июня 2011 года правительство Вануату официально подтвердило средствам массовой информации факт признания Абхазии, опровергнув таким образом слова своего представителя при ООН. 17 июня 2011 года МИД Грузии было объявлено об отмене признания новым правительством Вануату, но информация не подтвердилась, наоборот, признание было подтверждено.
20 июня 2011 года из публикации Вануату Дейли Пост стало известно, что ставший 16 июня временным главой правительства Вануату Эдвард Натапеи заявил о намерении отменить решение о признании независимости Абхазии и поручил послу Вануату в ООН Дональду Калпокасу наладить дипломатические отношения с Грузией.
26 июня 2011 года премьер-министром снова стал Сато Килман, который заявил, что Вануату завершит оформление признания независимости Абхазии и процесс установления с ней дипломатических отношений. Из заявлений вновь ставшего премьер-министром Сато Килмана выходит, что признание независимости Абхазии Республикой Вануату юридически не прерывалось (соглашение между Порт-Вилой и Сухумом формально так и не было отменено за 10 дней премьерства Натапеи).
12 июля 2011 года министр иностранных дел Республики Абхазия Максим Гвинджия поблагодарил Верховного Вождя Тэ Моли Вэнаос-Гуазе, Президента Движения Джона Фрума за поддержку, оказанную Республике Абхазия, в послании было отмечено: «Признание Абхазии Республикой Вануату поддерживает законное и историческое право нашей нации на культурное развитие и лучшую жизнь будущих поколений в духе равенства, свободы и независимости, ради которой погибли тысячи невинных людей».
14 июля 2011 года Министр иностранных дел Вануату подтвердил, что его страна признаёт Абхазию.
28 июля 2011 года абхазский МИД направил поздравительные ноты по случаю празднования Дня Независимости Республики Вануату (30 июля), признавшей независимость Абхазии, а также Республики Перу (28 июля), готовящейся к признанию независимости Абхазии, в нотах, в частности, от лица министра иностранных дел было сказано: «Я очень рад позитивной тенденции развития отношений между нашими странами. Надеюсь, что и в дальнейшем наши взаимоотношения будут укрепляться и развиваться в таком же благотворном русле».
7 октября 2011 года сообщение о признании независимости Абхазии появилось на правительственном сайте Вануату.
18 марта 2013 года новозеландские СМИ распространили информацию о том, что МИД Вануату, якобы, отрицает факт установления с Абхазией дипломатических отношений как с независимым государством. Однако уже 21 марта 2013 года МИД Абхазии опроверг эти утверждения.
20 мая 2013 года в СМИ со ссылкой на администрацию грузинского президента появилась информация о том, что Вануату всё же официально отказалось от признания независимости Абхазии, а президент Грузии Михаил Саакашвили специально встретился со вступившим в должность 23 марта 2013 года новым премьер-министром Вануату Моана Каркасес Калосили сразу после того, как это решение было озвучено властями Вануату, чтобы выразить ему признательность. Замминистра иностранных дел Абхазии Ираклий Хинтба в ответ на это заявил, что никакого решения о прекращении дипломатических отношений между Абхазией и Вануату не принималось, и что то, что, со слов Саакашвили, сказал Калосили, является личной точкой зрения последнего, которая не была воплощена в государственном решении.
14 июля 2013 года глава МИД Абхазии Вячеслав Чирикба всё же подтвердил, что за день до этого, 13 июля, Вануату установило дипломатические и консульские отношения с Грузией и признало её территориальную целостность, но отметил, что Вануату официально не отзывало своё прежнее решение о признании независимости Абхазии.
31 марта 2015 года Сато Килман, на тот момент являвшийся министром иностранных дел Вануату, на встрече в Москве со своим российским коллегой, посвящённой ситуации в Вануату после разрушительного циклона подтвердил, что его страна признаёт независимость Абхазии, но, установив дипломатические отношения с Грузией, пока официально не установила их с Абхазией, но готова сделать это в ближайшее время. Между тем, в июне Килман был снят с должности министра иностранных дел, отчасти в результате упомянутой встречи, причём премьер-министр Джо Натуман разъяснил позицию его правительства, что «Абхазия является частью Грузии». Однако уже на следующей неделе Сато Килман в очередной раз занял пост премьер-министра, сменив Натумана.
15 марта 2019 года министр иностранных дел Вануату Ральф Регенвану подтвердил признание территориальной целостности Грузии, заявив: «Позиция Вануату одна — она признает территориальную целостность Грузии. Это был только один министр, который выразил иную позицию. Его позиция не выражает позицию нашей страны и мы подтвердили это нашими отношениями с Грузией».

#### Тувалу
В 2011—2014 годах независимость Абхазии и Южной Осетии признавало государство Тувалу. 18 сентября 2011 года в Сухуме совместное заявление об установлении дипотношений между Абхазией и Тувалу было подписано премьер-министрами двух стран — Сергеем Шамбой и Вилли Телави. Официальное сообщение было обнародовано 23 сентября 2011 года. Тувалу стало шестым членом ООН, с кем Абхазия установила дипломатические отношения.
19 сентября 2011 года в Цхинвале совместное заявление об установлении дипотношений между Южной Осетией и Тувалу было подписано премьер-министром Тувалу Вилли Телави и южноосетинским президентом Э. Кокойты.
31 марта 2014 года, находящийся с официальным визитом в Тбилиси министр охраны окружающей среды, иностранных дел, труда и торговли Тувалу Таукелина Финикасо и министр иностранных дел Грузии Майя Панджикидзе подписали Протокол об установлении дипломатических и консульских отношений между Грузией и Тувалу и Меморандум о сотрудничестве, в связи с этим Тувалу отозвало принятое в 2011 году решение о признании независимости Абхазии и Южной Осетии.

### Другие территории и организации, признавшие независимость Абхазии и Южной Осетии
Республика Абхазия и Республика Южная Осетия взаимно признают друг друга в качестве независимых государств: 17 ноября 2006 года члены Содружества непризнанных государств объявили о взаимном признании. Республика Абхазия и Республика Южная Осетия установили дипломатические отношения в 2007 году.

#### Нагорно-Карабахская Республика
В 2000 году Республикой Абхазия, Нагорно-Карабахской Республикой, Приднестровской Молдавской Республикой и Южной Осетией были учреждены Совещание министров иностранных дел и консультативный совет на уровне экспертов. 17 ноября 2006 года члены Содружества непризнанных государств объявили о взаимном признании. В 2008 году Приднестровская Молдавская республика поддержала признание Абхазии и Южной Осетии Россией. В 2008 году Нагорно-Карабахская Республика приветствовала признание Абхазии и Южной Осетии Россией. В 2009 году Президент Нагорно-Карабахской Республики Бако Саакян направил победившему на выборах президента Абхазии Сергею Багапшу поздравительное послание, в 2010 году — телеграмму соболезнования Президенту Республики Южная Осетия Эдуарду Кокойты, связанную с произошедшей в Южной Осетии автокатастрофой. В 2010 году Бако Саакян принял наблюдателей из Абхазии, Южной Осетии и Приднестровья и подчеркнул важность прибытия делегаций, отметив, что сотрудничество государств, имеющих схожие судьбы и цели, положительно повлияет как на расширение двусторонних отношений, так и на дальнейшее развитие демократической системы. В том же году вице-спикер Парламента Абхазии Вячеслав Цугба указал на то, что Абхазия, Южная Осетия, НКР и Приднестровье уже давно признали независимость друг друга и очень тесно сотрудничают между собой.

#### Приднестровская Молдавская Республика
17 ноября 2006 года члены Содружества непризнанных государств объявили о взаимном признании. В 2008 году Приднестровская Молдавская республика поддержала признание Абхазии и Южной Осетии Россией.

#### Сахарская Арабская Демократическая Республика
В сентябре 2008 года Сахарская Арабская Демократическая Республика поддержала признание Абхазии и Южной Осетии Россией.
25—26 сентября 2010 года, в рамках проходившей в Алжире Международной конференции «Право наций на самоопределение: судьба народа Западной Сахары», состоялись встречи советника президента РЮО К. Кочиева с официальными лицами САДР. На двусторонней встрече с К. Кочиевым министр САДР по делам Африки Мухаммед Яслем Беиса заявил, что «Западная Сахара признаёт независимость и суверенитет Южной Осетии де-факто, остаётся совместно работать для оформления отношений де-юре со всеми вытекающими обстоятельствами, вплоть до установления дипломатических отношений между странами». Также на двусторонней встрече К. Кочиева с Председателем правительства САДР Абделькадер Талеб Омаром, обсуждались актуальные вопросы установления и развития двусторонних отношений.
Между тем, Западная Сахара пока так и не признала независимость Абхазии и Южной Осетии официально, соответствующих документов не существует.

#### Правительство Республики Сербская Краина в изгнании
12 сентября 2008 года Скупщина и Правительство Республики Сербская Краина в изгнании признали независимость Абхазии и Южной Осетии. В постановлении непризнанного сербского государства говорится: «Это два новых государства имеют такую же историю, как и история краинских сербов — их народы проживают на своей этнической и исторической земле. Абхазия и Южная Осетия не имеют никаких исторических и этнических связей с Грузией, так же, как и Краина не имеет такой связи с Хорватией — хорватскими этническими и историческими землями в Загорье. Территория Хорватии простирается только от Загреба и до итальянской и словенской границ. Признания независимости будут вручены президентам Абхазии и Южной Осетии дипломатическим путём и предоставлены на сербском и русском языках, с кратким обзором современных событий в Краине, Абхазии и Осетии».

## Возможное признание Абхазии и Южной Осетии другими государствами, территориями и организациями
Официальные лица некоторых государств мира (Белоруссия, Венесуэла, Иран, Армения, Ливан) выразили поддержку действий России о признании независимости Абхазии и Южной Осетии, либо их право на самоопределение. 27 апреля 2011 года стало известно о предстоящим признании Абхазии тремя государствами и одним Южной Осетии.
Между тем, заявление, сделанное послом Сомали в РФ, гласившее, что в ближайшее время правительство Сомали собирается признать независимость Абхазии и Южной Осетии, было опровергнуто генеральным директором Министерства внешних отношений и международного сотрудничества Сомали Мухамед Джама Али.
Бывший президент Украины Виктор Янукович до президенства заявлял, что Украина должна признать независимость Абхазии и Южной Осетии и поддержать волю народов непризнанных республик; он говорил: «Признание Российской Федерацией независимости Южной Осетии и Абхазии — это логичное продолжение процесса, который был запущен западными странами в отношении признания независимости края Косово». Однако, став президентом, Янукович, заявил, что не имел в виду то, что готов признать независимость Абхазии и Южной Осетии, а исключительно выступал против двойных стандартов, когда большое количество стран признали независимость Косова.

### Одобрения признания различными территориями и организациями
Ряд де-факто государств (некоторые из них частично признаны), правительств в изгнании, автономий, либо отдельных политических сил других стран выступили с собственными заявлениями о поддержке признания Россией независимости Абхазии и Южной Осетии.
1. Гагаузия — 19 сентября 2008 года Народное Собрание Гагаузии в обращении к президенту и парламенту Молдавии с призывом признать независимость Республики Абхазия и Республики Южная Осетия и заявило о безоговорочной поддержке действий России в отношении этих республик. Обращение было принято большинством в 18 из 34 депутатов. Депутаты от правящей на тот момент в Молдавии Партии коммунистов бойкотировали заседание[166][167].
2. ЛНР — 28 января 2015 года Народный Совет ЛНР принял постановление о признании Республики Южная Осетия «в качестве суверенного и независимого государства»[168]. В марте 2015 года Народный Совет Луганской Народной Республики объявил о намерении рассмотреть вопрос о признании независимости Абхазии[169].
3. Северный Кипр — власти Турецкой Республики Северного Кипра поздравили Абхазию и Южную Осетию с признанием их независимости Российской Федерацией[170].
4. ХАМАС — палестинское исламистское, рядом стран и международных организаций признанное террористическим, движение ХАМАС, под контролем которого находится Сектор Газа, приветствовало признание Россией независимости Абхазии и Южной Осетии[171].
5. Хезболла — военизированная ливанская шиитская организация Хезболла, признанная рядом стран террористической, поддержала независимость Абхазии и Южной Осетии[172].

### Реакция другихчастично признанных государств
1. Китайская Республика готова к торгово-экономическому и культурному взаимодействию с Абхазией и Южной Осетией, что же касается политического признания, то взаимный обмен мнениями по этому вопросу ещё не производился[173].

## Позиции других государств

### Австрия
Министр иностранных дел Австрии Урсула Плассник заявила: «Этот шаг противоречит всем принципам грузинского суверенитета, независимости и территориальной целостности Грузии, которые Россия неоднократно принимала в Совете Безопасности ООН. Российское заявление не изменило нашей позиции. Австрия и ЕС и в дальнейшем выступают за территориальную целостность и суверенитет Грузии над всеми её регионами». Также, по её мнению, грузинский конфликт должен быть урегулирован путём диалога и международного посредничества, а не с помощью односторонних мер: «ЕС готов к конструктивному вкладу. Это станет темой для чрезвычайного саммита ЕС, который состоится в понедельник. Австрия выступает за совместную и ориентированную на будущее позицию ЕС. Мы хотим работать над разрешением ситуации, а не над дальнейшим наращиванием противоречий».

### Азербайджан
В конце августа 2008 года представитель МИД Азербайджана Хазар Ибрагим заявил, что «позиция Азербайджана остаётся неизменной. Мы признаём территориальную целостность Грузии».

### Албания
Заявление МИД Албании от 28 августа 2008 года: «Министерство иностранных дел осуждает решение России признать независимость двух грузинских регионов, Абхазии и Южной Осетии, и считает это не имеющим оправдания и неприемлемым шагом, полностью противоречащим международному праву и резолюциям Совета безопасности ООН, за которые также проголосовала Россия. В этой связи, Министерство иностранных дел твёрдо отвергает любые попытки провести параллель между Косово и регионами Грузии, Абхазией и Южной Осетией. Существует бесконечное множество исторических, научных и юридических аргументов, доказывающих, что случай с Косово является уникальным и что применённое решение также является уникальным. Как таковой, он не является и не может быть образцом для разрешения других конфликтов в регионе и за его пределами. Поддерживая откол Абхазии и Южной Осетии от Грузии, при этом ревностно противясь независимости Косово, Москва ставит под угрозу попытки международного сообщества найти справедливое, реалистичное и долговременное разрешение конфликтов. Министерство иностранных дел подтверждает свою поддержку территориальной целостности и суверенитета Грузии и присоединяется к призывам, обращённым к Москве, о пересмотре в соответствии с международным правом и фундаментальными принципами европейской безопасности своего решения о признания Абхазии и Южной Осетии, поскольку это единственный способ внести вклад в становление мира и стабильности в регионе и за его пределами».

### Армения
27 августа 2008 года представитель МИД Армении Тигран Балаян заявил: «Армения всегда выступала за, и продолжает быть уверенной в том, что решение конфликтов военным путём бесперспективно. Подобные конфликты должны решаться на основе свободного волеизъявления народов».
4 сентября 2008 года президент Армении Серж Саргсян заявил, что может признать независимость Абхазии и Южной Осетии только в случае признания Нагорного Карабаха: «Сегодня периодически звучит вопрос о том, почему Армения не признаёт независимость Абхазии и Южной Осетии. Ответ чёток — по той самой причине, по которой в своё время Армения не признала независимость Косово. При наличии нагорно-карабахского конфликта Армения не может признать находящееся в аналогичной ситуации иное образование, пока не признала Нагорно-Карабахскую Республику». При этом он подтвердил свою поддержку праву данных образований на самоопределение.
19 сентября 2008 года позиция Армении была подтверждена в Минске послом Армении в Белоруссии Олегом Есаяном: «Признание независимости других государств без признания независимости Нагорного Карабаха — это нонсенс».
24 ноября 2023 года премьер-министр Армении Никол Пашинян заявил, что Армения полностью и однозначно поддерживает территориальную целостность Грузии.
15 февраля 2025 года МИД Армении вновь подтвердил позицию высшего руководства страны, заявив, что Армения однозначно признает территориальную целостность Грузии.

### Беларусь
28 августа 2008 года президент Республики Беларусь Александр Лукашенко направил послание президенту России, в котором отметил, что «в сложившейся ситуации у России не было иного морального выбора, кроме как поддержать обращение народов Южной Осетии и Абхазии о признании их права на самоопределение в соответствии с основополагающими международными документами». А. Лукашенко также высказал мнение о целесообразности вынесения данного вопроса на рассмотрение Совета коллективной безопасности ОДКБ, проведение которого было запланировано на 5 сентября 2008 года, и принятия консолидированной позиции государств-участников.
Также посол Республики Беларусь в Российской Федерации, отвечая журналистам на вопрос о поддержке Республикой Беларусь независимости Абхазии и Южной Осетии, сказал: «Что касается поддержки, то мы же союзники, и этим все сказано».
8 сентября 2008 года президент Республики Беларусь Александр Лукашенко заявил: «Придёт время, и мы, наверное, также как и в России, рассмотрим вопрос о признании Южной Осетии. У нас сейчас будут парламентские выборы, придёт парламент, и они обратятся по вопросу Южной Осетии и Абхазии. Промолчать мы не можем».
5 июня 2009 года президент Республики Беларусь А. Лукашенко заявил о том, что в обмен на признание независимости Абхазии и Южной Осетии Белоруссии был предложен российский кредит в 500 млн долларов.
26 июня 2009 года было объявлено, что Палата представителей Национального собрания Республики Беларусь (нижняя палата парламента) не будет рассматривать вопрос о признании независимости Южной Осетии и Абхазии до окончания весенней сессии, которая завершится 30 июня.
22 июля 2009 года МИД Республики Беларусь настоятельно рекомендовал гражданам своей страны при посещении Грузии, с которой у Белоруссии действует безвизовый режим, учитывать установленные грузинским законодательством ограничения на свободное передвижение иностранных граждан при посещении территории Абхазии и Южной Осетии. В частности, МИДом отмечается, что согласно грузинскому законодательству, въезд в данные регионы возможен только через территорию Грузии, а въезд по другим направлениям возможен лишь при наличии специального разрешения грузинских властей, нарушение же этой нормы может преследоваться в соответствии с уголовным кодексом Грузии. Ранее при прохождении паспортного контроля в аэропорту Тбилиси были задержаны и арестованы граждане Республики Беларусь, имеющие в паспорте штамп о въезде в Абхазию со стороны Российской Федерации. Подобные проблемы были и у граждан других стран.
23 июля 2009 года, характеризуя высказывания белорусского коллеги, заместитель главы МИД России Григорий Карасин заявил: «Для меня это звучит странно. После того, что было ранее сказано нам представителями белорусского правительства, это кажется нелогичным». Позднее с комментариями выступил и МИД Республики Беларусь, который заявил, что рекомендации вызваны арестами белорусских туристов в Грузии, ранее посещавших Абхазию и Южную Осетию, и подчеркнул, что белорусская позиция в отношении проблемы Абхазии и Южной Осетии не претерпела каких-либо изменений, а сложившаяся вокруг комментариев ситуация является ярким примером негативной роли СМИ, которые зачастую безответственно пытаются выдать желаемое за действительное.
24 июля 2009 года с комментариями ситуации, сложившейся вокруг разъяснений белорусского МИДа, выступила первый заместитель главы администрации президента Республики Беларусь Наталья Петкевич. Она отметила: «В нашей позиции относительно Абхазии и Южной Осетии никаких изменений не произошло. Всё остальное — домыслы ангажированных политологов и газетчиков».
28 июля 2009 года, выступая в Брюсселе после встречи с представителями ЕС, министр иностранных дел Белоруссии Сергей Мартынов отметил, что Республика Беларусь пока не приняла решения по вопросу о признании независимости Южной Осетии и Абхазии. «Это сложный вопрос для всех — быть вовлечённым или невовлечённым в проблему признания Южной Осетии и Абхазии. Мы тщательно изучаем все её аспекты и окончательного решения не приняли», — сказал министр.
2 октября 2009 года президент Республики Беларусь, выступая на пресс-конференции для средств массовой информации регионов России, отметил, что признание Абхазии и Южной Осетии было сорвано действиями российской стороны: «Но кому-то в России очень хотелось или нас „наклонить“ побыстрее, или, может быть, вообще не хотели, чтобы мы признавали эти республики… Вы помните, центральные СМИ, явно подконтрольные государственным чиновникам, начали нас просто травить: „Не признаёт, потому что 500 миллионов долларов не дали“. Как будто я за деньги должен признать эти республики… Ну и пошла эта волна в тот момент, когда мы должны были признать. И об этом знали ваши руководители. Поэтому я сказал: „Стоп, ребята. В этой ситуации так не будет“. Понимаете, всё делалось под то, чтобы на этом ещё получить какой-то капитал известно кому. Мы, мол, их „наклонили“, они никуда не делись, признали… И я недавно об этом сказал: „Вы сами создали такую ситуацию, поэтому терпите“».
17 ноября 2009 года белорусские парламентарии отправились в Абхазию, Грузию и Южную Осетию с целью ознакомиться с ситуацией, что может лечь в основу принятия окончательного решения по признанию или непризнанию Абхазии и Южной Осетии. Результатом визита стало перенесения рассмотрения вопроса до марта 2010 года. Однако данный вопрос так и не был рассмотрен.
1 октября 2010 года президент Республики Беларусь в ходе пресс-конференции для российских журналистов вновь отметил, что Абхазия и Южная Осетия не признаны из-за позиции российской стороны, которая отказалась поддержать Республику Беларусь в случае санкций со стороны ЕС и США.
В декабре 2010 года сайт WikiLeaks опубликовал конфиденциальные документы, из которых следовало, что на переговорах с эстонским министром иностранных дел (октябрь 2009 года) Лукашенко заявлял, что Россия сама спровоцировала войну с Грузией, а также что его вынуждают признать независимость Абхазии и Южной Осетии в обмен на низкую цену на газ. Другими получившими огласку высказываниями Лукашенко стали сетования на то, что Евросоюз совершенно не оказывает ему экономической помощи в ответ на непризнание Абхазии и Южной Осетии.
23 апреля 2015 года, в ходе визита в Грузию и встречи с её президентом Георгием Маргвелашвили, Лукашенко заявил, что Республика Беларусь признаёт «территориальную целостность Грузии в рамках международно признанных границ страны». В ходе этого же визита Лукашенко назвал Абхазию частью Грузии: «Мы и до этого должны были встретиться друг с другом в этом легендарном городе и легендарной стране. К моему стыду, я никогда не был в Тбилиси, и, фактически, нигде в Грузии, кроме Абхазии. Как историк, я много читал о Грузии и знаю многое».
28 сентября 2022 года, Александр Лукашенко прибыл с неофициальным визитом в Абхазию и встретился с президентом А.Бжания.

### Бельгия
Министр иностранных дел Бельгии Карел де Гухт осудил решение российского правительства признать независимость Южной Осетии и Абхазии и назвал его «неприемлемым актом, для которого нет основания в международном праве и которое не только нарушает принципы территориальной целостности Грузии, но также противоречит международным принципам, резолюциям ООН и Заключительному акту Совещания по безопасности и сотрудничеству в Европе». Министр считает, что Россия совершает ошибку, потому что это создаёт опасный прецедент, который подвергает опасности стабильность в регионе и в Европе, за которую взаимно ответственны ЕС и Россия.

### Болгария
Представитель МИД Болгарии Димитр Цаневич сказал: «Решение российских властей признать независимость Абхазии и Южной Осетии вызывает серьёзные опасения. Республика Болгария вновь заявляет о своей безусловной поддержке независимости, суверенитета и территориальной целостности Грузии в её международно признанных границах».

### Боливия
20 октября 2009 года появились первые сообщения о том, что независимость Абхазии и Южной Осетии могут признать Боливия, а также Эквадор, а 2 апреля 2010 года в ходе посещения абхазской делегацией стран Южной Америки (Венесуэлы, Аргентины, Чили, Боливии и Эквадора), министр иностранных дел Абхазии Максим Гвинджия подтвердил, что независимость его республики в ближайшее время могут признать Боливия и Эквадор.

### Великобритания
26 августа 2008 года глава внешнеполитического ведомства Соединённого Королевства Дэвид Милибанд прокомментировал российское решение следующим образом: «Сегодняшнее заявление президента Медведева о том, что Россия признаёт Южную Осетию и Абхазию, является неправомерным и неприемлемым. Кроме того, оно не будет работать. Оно противоречит принципам мирного соглашения, с которыми недавно согласилась Россия, и последним российским заявлениям. Оно не учитывает мнения сотен тысяч грузин и других людей, которые были вынуждены покинуть свои дома на обеих территориях <…> Сегодняшнее заявление ещё больше разжигает и так напряжённую ситуацию в регионе. Мы полностью поддерживаем независимость и территориальную целостность Грузии, которую нельзя изменить указом из Москвы. Мы снова призываем Россию соблюдать международное право как основу разрешения этого кризиса и срочно и в полной мере выполнить обязательства, взятые на себя Россией в части вывода войск из Грузии на их позиции до 7 августа <…> Я веду сегодня переговоры с международными партнёрами и посещу завтра Украину, чтобы обеспечить как можно более широкую коалицию против российской агрессии в Грузии».
27 августа 2008 года, после переговоров с президентом Украины Виктором Ющенко в Киеве, Дэвид Милибанд заявил, что российская «односторонняя попытка перекроить карту знаменует действительно важный момент».
31 августа 2008 года премьер-министр Гордон Браун опубликовал статью в газете The Observer, в которой, в частности, говорится: «Их [России] агрессия ставит два срочных вопроса для нас: как наилучшим образом стабилизировать Грузию и как довести до России, что её односторонний подход опасен и неприемлем. <…> не может быть возврата к „бизнесу как обычно“ до тех пор, пока Россия не выразит свою полную приверженность территориальной целостности Грузии и не отойдёт на свои прежние позиции. <…> Когда Россия сражается с сепаратистскими движениями в Чечне или Дагестане, она ожидает от других уважения своей территориальной целостности и непризнания деклараций о независимости. Итак, когда Россия имеет недовольство по такому вопросу, как Южная Осетия, она должна действовать многосторонне на основе согласия, а не односторонне и силой. Я считаю, что Россия стоит перед выбором в отношении своих обязанностей как ведущего и уважаемого члена международного сообщества. Что я хочу сказать России, просто: если вы хотите, чтобы вас приветствовали на высших встречах таких организаций, как G8, Организация экономического сотрудничества и развития и ВТО, вы должны согласиться, что с правами приходят и обязанности. <…> В свете действий России, мы в ЕС должны коренным образом пересмотреть наши отношения с Россией. <…> Мы также обдумываем ответ в рамках НАТО. Мы должны произвести переоценку отношений Союза с Россией и увеличить нашу поддержку Грузии и другим странам, которые могут оказаться перед лицом российской агрессии. <…> Я буду продвигать европейских партнёров к тому, чтобы использовать нашу коллективную силу торговаться, а не искать сепаратных энергосделок с Россией».
1 сентября 2008 года, перед началом чрезвычайного заседания Европейского совета, премьер-министр Гордон Браун заявил журналистам, в частности, что Европейский союз «полностью един» в осуждении российских действий в Южной Осетии и что Россия виновна в «нарушении международного права», признав её независимость и продолжая «политику агрессии».

### Венгрия
МИД Венгрии выразило сожаление по поводу решения российского президента: «Позиция МИД состоит в том, что эти решения не будут способствовать стабилизации в Кавказском регионе и переговорам по улаживанию серьёзного конфликта, который имеет тяжёлые гуманитарные и материальные последствия… Венгерская Республика, являясь членом Европейского союза и НАТО, строго придерживается позиции, что этот конфликт может и должен быть урегулирован посредством диалога и мирными средствами, уважая территориальную целостность Грузии и её международно признанные границы».

### Германия
Канцлер Германии Ангела Меркель заявила: «Это противоречит принципу территориальной целостности, основополагающему принципу, основанному на международном праве, и по этой причине это абсолютно неприемлемо».

### Гондурас
На встрече представителей внешнеполитического ведомства Гондураса с делегацией МИД Грузии представители Гондураса заявили о поддержке территориальной целостности Грузии.

### Греция
Министр иностранных дел Греции Дора Бакоянни заявил: «Греция полностью поддерживает необходимость немедленного выполнения мирного плана из 6 пунктов, который подписали и Москва, и Тбилиси, и мы выражаем нашу полную поддержку необходимости уважения территориальной целостности Грузии. Мы выражаем сожаление в связи с сегодняшними событиями и подписываемся под заявлением французского председательства, осуждая решение о признании отколовшихся от Грузии территорий Южной Осетии и Абхазии».

### Дания
Министр иностранных дел Дании Пер Стиг Мёллер заявил: «Я однозначно осуждаю российское решение о признании независимости грузинских самопровозглашённых республик Абхазии и Южной Осетии. Российское решение прямо противоречит принципам независимости, суверенитета и территориальной целостности Грузии, которые, например, признаны ООН, в том числе, через резолюции Совета Безопасности, и подтверждены положениями Заключительного акта Совещания по безопасности и сотрудничеству в Европе. Я подтверждаю безоговорочную поддержку Данией территориальной целостности Грузии и уважение границ страны. Дания, как и наши партнёры и союзники, обсудят дальнейшие действия, в том числе, в отношении сотрудничества с Россией… Одним из первых событий станет проведение саммита Совета Европы в Брюсселе в понедельник. Я лично сожалею об этом решении России».

### Израиль
10 августа 2008 года МИД Израиля заявило о том, что Израиль «признаёт территориальную целостность Грузии».
Между тем, представители правительства палестинского движения ХАМАС, контролирующего Сектор Газа, приветствовали признание независимости Абхазии и Южной Осетии.

### Иран
Иран поддержал действия России, осудил «геноцид» народов Абхазии и Южной Осетии со стороны Грузии и выступает за двустороннее сотрудничество с Абхазией и Южной Осетией. Однако в ближайшем будущем Иран не будет сам признавать независимость регионов, хотя и не исключает такой возможности в отдалённой перспективе.

### Испания
Министр иностранных дел Испании осудил решение России о признании независимости регионов Южной Осетии и Абхазии, подчеркнув важность уважения международного права и особенно территориальной целостности Грузии. Правительство Испании считает, что необходимым условием урегулирования конфликта является выполнение шести пунктов мирного соглашения, посредником в котором выступил президент Франции Николя Саркози.

### Италия
Министр иностранных дел Италии Франко Фраттини заявил: «Этот шаг не укладывается в международно-правовые рамки. Новый межэтнический конфликт на Кавказе представляет серьёзную опасность для всех».

### Ирландия
Министр иностранных дел Ирландии заявил: «Это прискорбное решение противоречит принципам суверенитета, независимости и территориальной целостности Грузии. Более того, оно только усложняет неотложную задачу по поиску политического решения острых проблем в регионе и ведёт к росту международной напряжённости, которая сложилась в течение последних недель».

### Казахстан
Министр иностранных дел Казахстана Марат Тажин заявил, что РК не поддерживает действия Грузии, однако не признаёт независимость Абхазии и Южной Осетии.

### Канада
Министр иностранных дел Канады заявил: «Канада серьёзно озабочена признанием независимости Южной Осетии и Абхазии Россией. Это признание нарушает территориальную целостность и суверенитет Грузии и противоречит резолюциям Совета Безопасности ООН, поддержанным Россией, как и мирному плану из шести пунктов, посредником в котором от имени ЕС выступил президент Николя Саркози. Канада поддерживает демократическое и легитимное правительство Грузии. Россия обязана выполнить свои международные обязательства, пересмотреть свои действия и пойти на полное сотрудничество с международным сообществом для разрешения кризиса в Грузии мирными средствами».

### Китай
27 августа 2008 года официальный представитель МИД КНР Цинь Ган заявил, что Китаю известно о сложной истории и реальности в Южной Осетии и Абхазии и выразил надежду, что заинтересованные стороны смогут решить проблему путём диалога и консультаций.

### Кипр
В заявлении правительства Кипра говорится: «Правительство Республики Кипр выражает глубокую обеспокоенность событиями в Грузии. Республика Кипр выступает за уважение к международному праву, включая уважение к территориальной целостности государств, Уставу ООН и принципов Заключительного Хельсинкского акта. Правительство также выступает за мирное решение международных разногласий политическими средствами путём переговоров, избегая односторонних действий, которые могут ухудшить положение в этом чувствительном регионе».

### Колумбия
5 апреля 2010 года Министр иностранных дел Колумбии Хайме Бермудес, комментируя ситуацию вокруг признания Абхазии и Южной Осетии, заявил: «В отношении групп людей и стран, которые стремятся приобрести независимость и провозгласить суверенитет, Колумбия ведёт себя предельно осторожно и не вмешивается во внутренние дела других государств».

### Перу
28 апреля 2010 года власти Перу заявили, что пока не готовы признать независимость Южной Осетии и Абхазии, как это советовала сделать оппозиционная Перуанская националистическая партия.

### Республика Корея
29 сентября 2008 года российский и южнокорейский президенты выступили в Москве с совместным заявлением, в котором упомянули о том, что две страны разделяют «общую оценку вторжения Грузии в Южную Осетию» и выражают «озабоченность в связи с ситуацией, сложившейся в последнее время вокруг Грузии».

### Латвия
Министр иностранных дел Латвии Марис Риекстиньш осудил Россию за признание Абхазии и Южной Осетии, заявив: «Такое решение противоречит принципам независимости, суверенитета и территориальной целостности Грузии, признанной Хартией Объединённых Наций, Заключительным актом конференции по безопасности и сотрудничеству в Европе и соответствующими резолюциями Совета безопасности ООН. Министр иностранных дел выражает устойчивую поддержку принципам территориальной целостности Грузии в её международно признанных границах. Министр иностранных дел призывает к поискам политического разрешения конфликтов в Грузии и считает, что решение России ни в малейшей степени не способствует достижению урегулирования ситуации».

### Ливан
Ливан намерен установить контакты с Абхазией и Южной Осетией, хотя вопрос признания этих республик Бейрутом пока не решён, заявил лидер большинства в парламенте Ливана Саад Харири 9 ноября 2008 года.
«Вопрос признания будет решаться на высоком государственном уровне. Но контакты с Южной Осетией и Абхазией мы наладим уже сейчас, к примеру, скоро туда отправятся делегации наших бизнесменов», — сказал Харири в интервью газете «Время новостей».
Кроме того, влиятельная ливанская политическая партия «Хезболла» заявила, что «признала» независимость Абхазии и Южной Осетии.

### Литва
МИД Литвы заявило: «Решение России о формальном признании независимости административных частей Грузии — Абхазии и Южной Осетии — резко нарушает общепринятые принципы уважения суверенитету и территориальной целостности государств. Россия выбрала опасный путь, таким образом представляя новые опасные тенденции для безопасности и стабильности Европы и для принципа верховенства международного права».

### Молдавия
Правительство Молдавии заявило, что оно не думает, что в настоящее время международное признание Абхазии и Южной Осетии будет фактором, стабилизирующим ситуацию.
Однако 19 сентября 2008 года Народное Собрание молдавского автономного территориального образования Гагаузия выразило свою поддержку жителям Южной Осетии и Абхазии в их борьбе за независимость, одобрило решение России признать независимость Южной Осетии и Абхазии, а также обратилось к президенту и парламенту Молдавии с просьбой признать независимость этих двух республик.

### Норвегия
Глава МИД Норвегии Йонас Гар Стере заявил: «Норвегия выражает сожаление по поводу признания Россией грузинских самопровозглашённых территорий — Абхазии и Южной Осетии — независимыми государствами. Норвегия подчёркивает важность использования мирных средств урегулирования конфликта в Европе в соответствии с принципами территориальной целостности, указанными в Уставе ООН. Решение России признать независимость самопровозглашённых грузинских территорий нарушает эти принципы. Оно не способствует долговременному, мирному решению конфликта и подрывает основу соглашения о прекращении огня, которое было недавно заключено. По мнению Норвегии, такое признание не имеет оснований в международном праве. Норвегия продолжает поддерживать территориальную целостность Грузии. Я озабочен по поводу возможных региональных и международных последствий для России. Важно избежать дальнейшей эскалации конфликта и содействовать возобновлению конструктивного политического сотрудничества».

### Польша
Министр иностранных дел Польши Радослав Сикорский заявил: «Польша недвусмысленно призывает уважать территориальную целостность Грузии. В дальнейшем мы ожидаем полного выполнения шести пунктов плана Саркози-Медведева, последний из которых говорит о необходимости международного обсуждения будущего статуса Южной Осетии и Абхазии, как и о решениях, которые будут гарантировать устойчивую безопасность в регионе. Мы считаем, что все другие шаги, предпринимаемые в нынешней ситуации, препятствуют реализации вышеуказанного плана… Мы рассчитываем, что Совет Европы, который соберётся на чрезвычайную сессию, займёт недвусмысленную позицию по поддержанию суверенитета и территориальной целостности Грузии».

### Португалия
МИД Португалии заявило: «Уважение суверенитета Грузии внутри его международно признанных границ должно быть основной для обсуждения в ООН, Евросоюзе и ОБСЕ».

### Румыния
МИД Румынии заявило: «признание Россией независимости Абхазии и Южной Осетии представляет собой юридически необоснованные односторонние действия».

### Саудовская Аравия
4 сентября 2008 года генеральный секретарь Совета национальной безопасности Саудовской Аравии принц Бандар ибн Султан Аль Сауд заявил, что король Саудовской Аравии и всё руководство страны с пониманием восприняли логику действий российской стороны и действия, предпринятые Москвой во время кризиса в Южной Осетии.

### Сербия
МИД Сербии заявило: «Сербия уважает международное право и придерживается политики сохранения суверенитета и территориальной целостности международно признанных государств».
Президент Борис Тадич сказал, что он уважает российскую поддержку относительно Косова, но что Сербия не будет делать то, что против её собственных интересов и что в этом смысле, защищая территориальную целостность и суверенитет и используя международное право, Сербия не будет признавать так называемые «новые страны».
Министр иностранных дел Сербии, Вук Еремич, 24 сентября 2008 года, заявил: «Мы счастливы, что Москва помогает нам с Косово, но это касается защиты наших национальных интересов. Мы не являемся частью политики России».
Кроме того, 12 сентября 2008 года независимость Абхазии и Южной Осетии признало самопровозглашённое правительство Республики Сербская Краина в изгнании, расположенное в Белграде.
26 мая 2012 года избранный президент Сербии Томислав Николич заявил о возможности признания.

### Словакия
МИД Словакии заявило: «Словацкая Республика не одобряет эти шаги и подтверждает о приверженности основным принципам, основанным на давней позиции Словацкой Республики по отношению к Грузии и разрешению конфликтов на её территории. Среди этих принципов: суверенитет и территориальная целостность Грузии в пределах её международно признанных границ и разрешение конфликта только мирными средствами и через переговоры в соответствии с международным правом. Правительство Словацкой республики, как одно из немногих государств-членов ЕС, может настаивать на принципе территориальной целостности Грузии, как и в случае Сербии и Косова».
В то же время словацкий премьер-министр Роберт Фицо 13 августа заявил, что «войну спровоцировала Грузия». Вице-спикер парламента Анна Белоусова также заявила, что «Грузия совершила попытку начать геноцид <…> Это попытка геноцида со стороны Грузии, чем должен заняться международный трибунал».

### Сомали
Генеральный директор Министерства внешних отношений и международного сотрудничества Сомали Мухамед Джама Али 5 октября 2008 года опроверг информацию о намерении Переходного Федерального Правительства Сомали признать независимость Абхазии и Южной Осетии. Вместо этого он подчеркнул, что Сомали признаёт территориальную целостность Грузии и никогда не признаёт независимость Абхазии и Южной Осетии. Его слова были реакцией на заявление, сделанное 1 октября послом Сомали в РФ, который заявил, что в ближайшее время правительство Сомали собирается признать независимость Абхазии и Южной Осетии.

### Судан
24 апреля 2009 года после трёхсторонней встречи посла Южной Осетии в России, посла Судана в России и представителя Фронта ПОЛИСАРИО (САДР) посол Судана заявил, что его страна готова установить дипломатические отношения с Южной Осетией и Абхазией, однако статус сербского края Косово останавливает Судан от немедленного признания этих республик. Планируется деловая поездка посла Судана в России в Южную Осетию.

### США
Государственный секретарь США Кондолиза Райс назвала признание независимости республик «прискорбным».
8 августа 2008 года госсекретарь США Кондолиза Райс призвала российские войска покинуть Южную Осетию: «Мы призываем Россию прекратить воздушные и ракетные удары по Грузии, соблюдать территориальную целостность Грузии и вывести сухопутные войска с грузинской территории». Госдепартамент США объявил о направлении своего представителя на Кавказ с целью добиться скорейшего прекращения огня.
9 августа на встрече с журналистами в Пекине президент США Джордж Буш заявил, что «Грузия — суверенное государство и её территориальная целостность должна уважаться». Буш призвал Россию прекратить бомбардировки и все стороны — прекратить насилие и восстановить статус-кво на 6 августа.

### Таджикистан
29 августа 2008 года президент Таджикистана Эмомали Рахмон выступил с осторожной поддержкой России на Кавказе в связи с признанием ею независимости Абхазии и Южной Осетии.

### Турция
МИД Турции заявило: «Турция придаёт большое значение независимости, суверенитету и территориальной целостности Грузии и крайне обеспокоена последними событиями. Турция считает, что этот конфликт должен быть урегулирован мирным путём».

### Украина
26 августа 2008 года МИД Украины заявил:

26 августа <…> Президент Российской Федерации <…> подписал указы о признании независимости Южной Осетии и Абхазии. Это является грубым нарушением целого ряда норм и принципов международного права. Это решение свидетельствует о том, что РФ открыто игнорирует свои обязательства не только как члена ООН, но и как постоянного члена СБ ООН. <…> Фактическая аннексия части грузинской территории через создание и поддержание марионеточных режимов свидетельствует о реанимации в РФ доктрины «права силы» при решении международных проблем. Если Россия решила превратить территории соседних стран в полигон для отрабатывания недавно провозглашённой новой Концепции внешней политики, тогда где же анонсированное в ней «верховенство права в международных отношениях»? Украина категорически осуждает авантюрное решение о признании Россией самопровозглашённых образований и призывает всё мировое сообщество объединить усилия по безусловному подтверждению территориальной целостности Грузии и исполнению Россией взятых на себя обязательств.
Оригинальный текст (укр.)Заява МЗС України у зв’язку з визнанням Російською Федерацією незалежності Південної Осетії та Абхазії

26 серпня ц.р. Президент Російської Федерації Д.Медведєв всупереч численним закликам міжнародного співтовариства підписав укази про визнання незалежності Південної Осетії та Абхазії.
Це є грубим порушенням норм і принципів міжнародного права, двосторонніх та багатосторонніх договорів, зокрема — Статуту ООН і Гельсінського Заключного Акту Наради з безпеки і співробітництва в Європі від 1 серпня 1975 року.
Таке рішення свідчить про те, що Російська Федерація відверто ігнорує свої зобов’язання не лише як члена ООН, але й як постійного члена Ради Безпеки ООН.
Прикро, що РФ як одна із засновниць СНД нехтує Угодою про створення Співдружності Незалежних Держав від 21.12.1991 р. та Декларацією СНД від 15.04.1994 р., якими визнано суверенітет, територіальну цілісність і непорушність державних кордонів, у тому числі — Грузії.
Фактична анексія частини грузинської території через створення та підтримку маріонеткових режимів засвідчує реанімацію в РФ доктрини «права сили» при вирішенні міжнародних проблем.
Якщо Росія вирішила перетворити територію сусідніх держав у полігон для відпрацювання нещодавно проголошеної нової Концепції зовнішньої політики, то де ж анонсоване в ній «верховенство права у міжнародних відносинах»?

Україна категорично засуджує авантюрне рішення про визнання Росією незалежності самопроголошених утворень і закликає міжнародну спільноту об’єднати зусилля щодо безумовного підтвердження та дотримання територіальної цілісності Грузії і виконання Росією взятих на себе міжнародних зобов’язань.

27 августа 2008 года президент Украины Виктор Ющенко заявил о том, что Украина не поддерживает решение России о признании независимости Южной Осетии и Абхазии и подчёркивает незыблемость международного принципа сохранения территориальной целостности любого государства: «Мы сожалеем в связи с принятием такого решения. Для Украины оно неприемлемо, и потому мы не можем поддержать эту позицию».
Появлялись сообщения, что партия Виктора Януковича «Партия Регионов» поддерживает признание независимости Абхазии и Южной Осетии, однако после вступления в должность президента Янукович заявил, «что вопрос о признании независимости Абхазии и Южной Осетии не стоит на повестке дня». На заседании ПАСЕ 27 апреля 2010 года Янукович осудил двойные стандарты в этом вопросе и предложил определить чёткие критерии предоставления независимости и механизма решения замороженных конфликтов.
За 2010 год министр иностранных дел Украины Константин Грищенко заявил 15 мая, что Украина не намерена признавать суверенитет Абхазии и Южной Осетии, а президент Янукович заявил то же самое 4 июня.
В 2020 году МИД Украины призвал к прекращению оккупации грузинских территорий и к выводу российских войск.

### Финляндия
Глава МИД Финляндии и председатель ОБСЕ Александр Стубб заявил: «Признание независимости Южной Осетии и Абхазии нарушает фундаментальные принципы ОБСЕ. Россия, как и другие государства-члены ОБСЕ, обязаны уважать суверенитет и территориальную целостностью друг друга. Россия должна следовать принципам ОБСЕ, уважая территориальную целостность и суверенитет Грузии. Россия должна незамедлительно вывести все войска из Грузии и выполнять соглашение о прекращении огня… Международное сообщество не может согласиться с односторонним созданием буферных зон».

### Франция
МИД Франции заявило: «Государство-председатель Совета Европейского союза обратило внимание на решение, принятое российскими властями о признании независимости Абхазии и Южной Осетии. Председатель решительно осуждает это решение, которое противоречит принципам независимости, суверенитета и территориальной целостности Грузии, признанные Уставом ООН, Заключительным актом Совещания по безопасности и сотрудничеству в Европе и соответствующими резолюциями Совета Безопасности. В связи с этим, государство-председатель прямо заявляет о своей приверженности принципам территориальной целостности Грузии в её международно признанных границах. Государство-председатель призывает найти политическое решение конфликта в Грузии и будет рассматривать с этой точки зрения последствия российского решения».

### Хорватия
Президент Хорватии Степан Месич заявил, что он обеспокоен российским решением, и сказал, что «подобные решения делают и так сложную ситуацию в регионе более сложной».

### Чехия
МИД Чехии заявило: «Чешская Республика рассматривает это решение как посягательство на независимость, суверенитет и территориальную целостность Грузии, которые гарантированы Уставом ООН, Заключительным актом Совещания по безопасности и сотрудничеству в Европе и соответствующими резолюциями Совета Безопасности ООН. Чешская Республика продолжает настаивать на принципе территориальной целостности Грузии в пределах её международно признанных границ. Чешская Республика призывает к ускоренному политическому решению конфликта и готова обсудить последствия российского решения с партнёрами по ЕС».

### Швеция
Министр иностранных дел Швеции Карл Бильдт осудил Россию за признание, заявив, что «российское правительство в настоящее время выбрало политику конфронтации не только с остальной Европой, но и со всем международным сообществом».
Премьер-министр Швеции Фредрик Рейнфельдт заявил: «Является очень серьёзным тот факт, что сегодня Президент Медведев решил признать Абхазию и Южную Осетию в качестве независимых государств. Решение России противоречит международному праву и фундаментальным принципам, гарантирующим стабильность в Европе. Это решение будет иметь последствия для связей России с остальным миром. Важным является разрешение конфликта в Грузии мирными средствами. Необходимо уважать территориальную целостность Грузии, и мы должны стать свидетелями полного вывода российских войск. Экстренный саммит ЕС, который состоится 1 сентября, даст нам возможность обсудить вопрос о том, как лучше поддержать Грузию».

### Эквадор
В конце октября 2009 года глава МИД Эквадора Фандер Фалькони заявил, что правительство этой страны планирует рассмотреть вопрос о признании независимости Абхазии и Южной Осетии в ближайшем будущем. Президент Эквадора Рафаэль Корреа тогда же сообщил, что его страна готова рассмотреть вопрос о признании, если получит официальные просьбы.
Согласно некоторым источникам, президент Корреа заявил о намерении признать независимость обеих республик во время своего визита в Москву 16 августа 2011 года.

### Эстония
Министр иностранных дел Эстонии Урмас Паэт заявил: «Сделанный Россией шаг является преднамеренным нарушением норм международного права и принципов стабильности в Европе. Эстония, как и все государства Европейского союза и государства-члены НАТО, твёрдо придерживается принципов территориальной целостности Грузии. Этот шаг ясно свидетельствует о том, что Россия не хочет найти решение конфликтной ситуации, а предпочитает его усугубить. Это решение не может стабилизировать ситуацию или улучшить перспективу мира на Кавказе».

### Япония
Министр иностранных дел Японии Масахико Комура заявил: «Япония последовательно поддерживала мирное разрешение данного вопроса, основанное на территориальной целостности Грузии. Жаль, что, в то время как предпринимаются международные попытки по мирному урегулированию вопроса, Россия вчера в одностороннем порядке признала независимость Южной Осетии и Абхазии, что противоречит этим международным попыткам. Япония призывает Россию не предпринимать односторонних мер, так как она считает, что для достижения настоящей региональной стабильности вопросы, касающиеся Грузии, необходимо решать мирными способами на основе шести принципов договора о прекращении огня. Япония решительно надеется, что Россия как член G8 предпримет ответственные действия».
Ясуаки Танидзаки, генеральный директор Европейского бюро МИД Японии, заявил: «Наша страна выражает серьёзную обеспокоенность по поводу признания независимости Абхазии и Южной Осетии. Наша страна надеется, что Россия будет действовать только в интересах стабильности региона».

### Частично непризнанные государства, отказывающиеся признать независимость Абхазии и Южной Осетии
1. Косово — Фатмир Сейдиу, президент Республики Косово, заявил, что признание многими странами независимости Косова не может «служить оправданием» для решения России признать независимость Южной Осетии и Абхазии. Сейдиу отметил, что в вопросе независимости Южной Осетии и Абхазии косовские власти «стоят на стороне ведущих стран мира»[292].

## Международные организации
1. G7 — главы МИД членов «Большой семёрки» (Франции, Германии, Италии, Японии, Великобритании, Канады и США) заявили, что «решение России заставляет сомневаться в её приверженности миру и безопасности на Кавказе. Мы глубоко сожалеем о чрезмерном использовании Россией военной силы в Грузии и продолжающейся оккупации ряда её регионов»[3].
2. НАТО — генеральный секретарь НАТО Яап де Хооп Схеффер заявил, что российское решение «является прямым нарушением многочисленных резолюций Совета Безопасности ООН в отношении территориальной целостности Грузии, тех резолюций, которые одобрила сама Россия. Действия России в последние недели ставят под сомнение её приверженность к миру и безопасности на Кавказе. НАТО твёрдо поддерживает суверенитет и территориальную целостность Грузии и призывает Россию соблюдать эти принципы»[5]. 27 августа 2008 года Совет НАТО на уровне послов, обсудив отношения НАТО с Россией и Грузией в связи с признанием Россией независимости Южной Осетии и Абхазии, осудил это решение и призвал его аннулировать, выразив полную поддержку принципу территориальной целостности Грузии: «Решение России нарушает многие резолюции, принятые Советом Безопасности ООН в отношении территориальной целостности Грузии, и оно несовместимо с фундаментальными принципами ОБСЕ, на которых базируется стабильность в Европе». Совет НАТО, заявив, что решение России поставило под вопрос её приверженность миру и безопасности на Кавказе, призвал Россию, с целью обеспечения безопасности и стабильности Грузии, «уважать территориальную целостность Грузии и выполнить свои обязательства в рамках соглашения из шести пунктов, подписанного президентами Саакашвили и Медведевым»[293].
3. Европейский союз — 1 сентября 2008 года на встрече глав государств и правительств государств — членов ЕС было принято заявление, которое, в частности, гласило: «Саммит ЕС жёстко осудил одностороннее признание Россией независимости Абхазии и Южной Осетии. Это решение неприемлемо, мы призываем остальные страны не признать эту самопровозглашённую независимость и поручаем Еврокомиссии изучить практические последствия»[6][294]. Главы стран — членов ЕС приняли решение заморозить переговоры с Россией по новому соглашению о сотрудничестве и партнёрстве до полного вывода её войск из Грузии. 1—3 сентября конфликт между Россией и Грузией обсуждался в Европарламенте. Реакция России была признана в резолюции «непропорциональной». Европарламент осудил признание Россией независимости Абхазии и Южной Осетии и потребовал вывести все российские войска из Грузии, в том числе из порта Поти. Было поддержано решение лидеров стран ЕС о замораживании переговоров о новом соглашении о сотрудничестве и партнёрстве с Россией, а также призывы к уменьшению энергозависимости Европы от России[295][296]. 7 апреля 2011 года Европейский парламент принял резолюцию «Резюме Европейской политики соседства», в которой призвал «учитывать прагматичные инициативы и инновационные подходы и установить контакты с де-факто властями и обществами непризнанных государств с целью поддержки гражданской культуры и диалога»[297].
4. ОБСЕ — председатель ОБСЕ, финский министр иностранных дел Александр Стубб заявил: «Признание независимости Южной Осетии и Абхазии нарушает основные принципы ОБСЕ. Как и все другие участники ОБСЕ, Россия должна уважать суверенитет и территориальную целостность других стран»[298]. Парламентская ассамблея ОБСЕ 9 июля 2012 года в Монако приняла резолюцию по Грузии, в которой подчёркивает территориальную целостность Грузии, а Абхазию и Южную Осетию упоминает в качестве «оккупированных территорий». Резолюция призывает Россию, а также де-факто власти Абхазии и Южной Осетии, предоставить возможность Миссии наблюдателей ЕС беспрепятственно входить на «оккупированные территории»; также была высказана обеспокоенность гуманитарным положением вынужденно перемещённых лиц, как в Грузии, так и на этих территориях Абхазии и Южной Осетии, в связи с тем, что они лишены права на возвращение в свои дома[4].
5. ООН — Генеральный секретарь ООН Пан Ги Мун заявил, что «признание независимости государства является личным делом каждой суверенной страны»[299]. Генеральная Ассамблея ООН приняла внесённый Грузией проект резолюции по Абхазии и Южной Осетии, посвящённый проблеме беженцев и перемещённых особ в этих странах, которой подтвердила «недопустимость насильственного изменения демографической ситуации в регионе» и указала на необходимость «разработки графика для добровольного, безопасного и беспрепятственного возвращения в свои дома всех внутренне перемещённых особ и беженцев, которых коснулись конфликты в Грузии». При этом Абхазия и Южная Осетия данной резолюцией были названы частью Грузии[2].
6. ПАСЕ — Терри Дэвис, генеральный секретарь Совета Европы: «Одностороннее признание независимости Абхазии и Южной Осетии Российской Федерацией нарушает территориальную целостность страны — члена Совета Европы. Оно ставит под вопрос перспективы договорного урегулирования вопроса о будущем статусе этих двух регионов. Россия не может противоречить сама себе. Ранее она активно поддерживала принцип территориальной целостности… В конечном счёте от этого решения пострадает международное доверие к России. Русские не могут ссылаться на международное право только по своему усмотрению»[7].
7. Союз России и Белоруссии — помощник госсекретаря Союзного государства России и Белоруссии Иван Макушок заявил в конце августа 2008 года за несколько дней до признания Абхазии и Южной Осетии Россией, что Союзное государство готово принять во внимание желание лидеров непризнанных республик присоединиться к Союзному государству[300]. 17 октября 2008 года парламенты Абхазии и Южной Осетии получили статус постоянных наблюдателей при Парламентском собрании Союза Беларуси и России[301].
8. ШОС — 28 августа 2008 года Шанхайская организация сотрудничества (ШОС) приняла декларацию, в которой было сделано заявление о поддержке принципа территориальной целостности государств и против применения силы в международных делах[302]. России не удалось убедить другие страны ШОС признать независимость Абхазии и Южной Осетии[303].

## Дебаты в ООН
До войны 2008 года Совет Безопасности ООН принимал резолюции, содержащие положения о приверженности всех государств-членов суверенитету, независимости и территориальной целостности Грузии в пределах её международно признанных границ и явные указания на принадлежность Абхазии Грузии. Последняя такая резолюция за номером 1808 (2008) была принята 15 апреля 2008 года. Ситуация изменилась после признания Россией самостоятельности Абхазии и Южной Осетии. Если резолюции СБ ООН 1838 (2008) и 1866 (2009), продлевавшие мандат Миссии ООН по наблюдению в Грузии (МООННГ) уже после этого признания, ещё содержали ссылку на резолюцию 1808 (2008), то в июне 2009 года Россия использовала своё право вето и потребовала указания в документах Республики Абхазия и её границ, что оказалось неприемлемо для других членов Совета, придерживающихся позиции о неизменности границ Грузии. Эти разногласия привели к прекращению деятельности МООННГ с 15 июня 2009 года.
Генеральная Ассамблея ООН, чьи резолюции носят характер рекомендации, также принимала решения, затрагивающие статус спорных регионов. Так, резолюция A/RES/62/249 была принята 15 мая 2008 года. 14 голосами «за» при 11 голосах «против» и 105 воздержавшихся Резолюция A/RES/63/307 от 9 сентября 2009 года принята 48 голосами «за», при 19 «против» и 78 воздержавшихся. Следующая резолюция — A/RES/64/296 от 7 сентября 2010 года — получила при принятии 50 голосов «за» и 17 «против» при 86 воздержавшихся. В первой резолюции Абхазия рассматривается как часть Грузии, две последующие резолюции, наряду с Абхазией, рассматривают в качестве территории Грузии и Южную Осетию (Цхинвальский регион).

## Международный прецедент
Ряд политологов считает, что международным прецедентом к признанию независимости Абхазии и Южной Осетии стало провозглашение независимости Косова (акт парламента сербского автономного края Косово и Метохия от 17 февраля 2008 года — край в одностороннем порядке объявил о независимости в качестве Республики Косово). На начало сентября 2008 года независимость Косова признали 46 государств — в их числе США, Великобритания, Франция, Япония и некоторые другие страны из числа заявивших о несоответствии признания независимости Абхазии и Южной Осетии принципам международного права.
Ещё задолго до войны 2008 года ряд политологов и государственных деятелей (в частности, председатель Комитета по международным отношениям парламента Грузии Константин Габашвили и заместитель председателя Комитета Госдумы России по международным делам Наталия Нарочницкая, российские и некоторые грузинские и американские эксперты, а также политические лидеры России, Сербии, Южной Осетии и Абхазии) предупреждали о возможности трактовки признания независимости Косова в качестве прецедента, в то время как лидеры стран Евросоюза и США отрицали такую возможность. После войны мнения западных экспертов продолжают расходиться. Так, директор Института международных и стратегических исследований Франции Паскаль Бонифас в интервью Арте-ТВ 23 августа 2008 года заявил: «европейские страны, которые были единодушны в признании независимости Косова, некоторым образом попались в собственную ловушку, поскольку, в конечном итоге, Россия делает в отношении Абхазии и Южной Осетии то же, что сами они сделали в отношении Косова». В то же время другие западные эксперты указывают как на сходство, так и на существенные различия ситуации на Кавказе и в Косове. Среди российских политиков и экспертов также есть мнение о различиях между случаем с Косово и Абхазии с Южной Осетией, но только они рассматривают их в пользу последних. Так, в частности, представитель России при ООН Виталий Чуркин, отвечая на вопрос, почему с точки зрения России Абхазия и Южная Осетия должны быть признаны, а Косово — нет, заявил, что самым сильным аргументом является тот факт, что в момент провозглашения независимости Косово ничто не угрожало данной территории или стимулировало бы к отделению. Наоборот, Белград воздержался от любого военного или экономического давления на Приштину.
Признание Абхазии и Южной Осетии, в свою очередь, рассматривается рядом политиков и экспертов как прецедент для признания действующего непризнанного Приднестровья, однако глава МИД РФ Сергей Лавров отверг подобные рассуждения: он отметил, что признание Абхазии и Осетии однозначно связано с грузинской агрессией.

## Вопрос о вхождении в состав Российской Федерации
После признания независимости Абхазии и Южной Осетии эти республики, как и любое иное признанное Россией государство, получили право добровольного вхождения в состав России на основании федерального конституционного закона «О порядке принятия в Российскую Федерацию и образования в её составе нового субъекта Российской Федерации».
Предложения от Абхазии и Южной Осетии по вхождению в состав России поступали ещё до признания их независимости: в 1995 году такое предложение поступало от Абхазии, а желание Южной Осетии присоединиться к России озвучивалось на протяжении всего времени де-факто независимости.
Позицию Абхазии по вопросу чётко выразил министр иностранных дел республики Сергей Шамба: «У нас так вопрос не стоит. Наш статус определён конституцией и результатами всенародного референдума — речь идёт о независимости».
В Южной Осетии заявления о присоединении к России высказываются на государственном уровне, но на данный момент чёткой и непротиворечивой позиции по вопросу так и не сформулировано. В июне 2004 года Южная Осетия обратилась в Госдуму и Совет Федерации с просьбой о вхождении в Российскую Федерацию, но Конституционный суд в ответ на запрос депутатов разъяснил, что подобные вопросы следует решать исключительно через Тбилиси. В 2006 году Южная Осетия обратилась в Конституционный суд РФ с просьбой о признании Южной Осетии частью России на том основании, что существует документ о вхождении единой Осетии в состав Российской империи в 1774 году, однако выход южной части Осетии из состава Российской империи или из состава Российской Федерации документально не подтверждён: «Почему мы сегодня должны ставить вопрос о вхождении в Российскую Федерацию, когда мы вообще оттуда не выходили?». Обращение не получило хода: подчёркивалось, что зарубежные территории не имеют права обращаться в КС РФ, а принятие какого-либо решения по обращению было бы вмешательством во внутренние дела Грузии. Президент республики Эдуард Кокойты неоднократно заявлял, что целью его политики является вхождение в состав РФ. 30 июля 2008 года (за неделю до грузинского вторжения) на пресс-конференции во Владикавказе Кокойты заявил, что «Южная Осетия вновь подтверждает своё стремление быть в составе России». Там же он заявил, что и в Северной, и в Южной Осетии имеется немало оплачиваемых из-за границы людей, работающих на идею отделения Северной Осетии от России и последующего входа объединённой Осетии в состав Европейского союза через Грузию. Председатель парламента Южной Осетии Знаур Гассиев заявил 29 августа 2008 года, что РФ присоединит эту республику в течение нескольких лет или даже раньше. Президент республики Эдуард Кокойты заявил 11 сентября 2008 года на встрече дискуссионного клуба «Валдай», что «Мы войдём в состав России и не собираемся делать какую-то независимую Осетию. Я был бы очень рад, если мы будем в составе России», однако в тот же день опроверг своё заявление: «Видимо, меня неправильно поняли. Мы не собираемся отказываться от своей независимости, доставшейся нам ценой колоссальных жертв, и Южная Осетия не собирается входить в состав России». На том же форуме Кокойты заявил, что западные эксперты и политологи предлагали им в качестве варианта выход Северной Осетии из состава России: «Нам предлагали западные эксперты, политологи, чтобы мы уговорили Северную Осетию выйти из состава России. Нам обещали признание раньше, чем Косово».
11 сентября 2008 года министр иностранных дел РФ Сергей Лавров заявил в Варшаве, что Южная Осетия не планирует входить в состав Российской Федерации. Российские власти неоднократно утверждали, что Россия не рассматривает вопрос о присоединении Южной Осетии и что это подтверждается самим признанием их независимости, хотя принципиально возможность присоединения не исключалась «если такое решение поддержит население Южной Осетии».
Вхождение Южной Осетии в состав России по проведённым в 2010 и 2011 году опросам поддерживали почти 89 процентов югоосетин, почти 40 процентов жителей Северной Осетии и лишь четверть всех россиян.
В 2011 году президент Южной Осетии Эдуард Кокойты заявил, что Южная Осетия строит независимое государство, однако будет стремиться к созданию союзного государства с Российской Федерацией. По его словам республика нацелена на максимальную интеграцию с Россией и готова войти в Союзное государство России и Беларуси, если белорусское руководство признаёт независимость Южной Осетии. Председатель Парламента Южной Осетии Станислав Кочиев заявил, что Южная Осетия готова войти как в Союзное государство России и Беларуси, так и непосредственно в состав России в качестве субъекта, а единственной причиной, почему этот вопрос практически не поднимался в республике с момента её признания, он назвал желание не «подставлять» Россию, которая сама не обозначала эту тему.
30 марта 2022 года Президент Южной Осетии Анатолий Бибилов заявил, что республика намерена в ближайшее время предпринять юридические шаги для инициации процесса вхождения в состав России. 13 мая Бибилов объявил о назначении референдума на 17 июля 2022 года.